# شوتا كريكالاشفيلي (لاعب كرة قدم مواليد 1986)
شوتا كريكالاشفيلي هو لاعب كرة قدم جورجي في مركز الوسط، ولد في 21 يونيو 1986 في تبليسي في جورجيا. شارك مع منتخب جورجيا تحت 19 سنة لكرة القدم ومنتخب جورجيا تحت 21 سنة لكرة القدم ومنتخب جورجيا لكرة القدم. أما مع النوادي، فقد لعب مع ألانيا وأنورثوسيس فاماغوستا ونادي أومونيا ونادي دينامو تبليسي ونادي زستافوني ونادي سكا خاباروفسك ونيا سلاميس فاماغوستا.

## وصلات خارجية
- شوتا كريكالاشفيلي (لاعب كرة قدم مواليد 1986) على موقع الاتحاد الأوربي (الإنجليزية)
- شوتا كريكالاشفيلي (لاعب كرة قدم مواليد 1986) على موقع قاعدة بيانات كرة القدم.إي يو (الإنجليزية)
- شوتا كريكالاشفيلي (لاعب كرة قدم مواليد 1986) على موقع ناشيونال فوتبول تيمز (الإنجليزية)
- شوتا كريكالاشفيلي (لاعب كرة قدم مواليد 1986) على موقع Soccerway.com (الإنجليزية)